# Ptychoptera townesi
Ptychoptera townesi is een muggensoort uit de familie van de glansmuggen (Ptychopteridae). De wetenschappelijke naam van de soort is voor het eerst geldig gepubliceerd in 1943 door Alexander.